# حفل الجثث
حفل الجثث (باليابانية: コープスパーティー Tortured Souls -暴虐された魂の呪叫-، بالروماجي:  Kōpusu Pātī: Tortured Souls – Bōgyaku Sareta Tamashii no Jukyō) (بالإنجليزية: Corpse Party: Tortured Souls)‏ هي أوفا يابانية مقتبسة من سلسلة ألعاب فيديو. من إنتاج استوديو أسرياد، وأخراج أكيرا إيواناغا، عرضت الأوفا الأولى في 2 أغسطس عام 2012. وبلغت مدتها 11 دقيقة. وفي 24 يوليو عام 2013 ،عرضت 4 حلقات أوفا مدة كل حلقة 30 دقيقة.

## القصة
تدور أحداث القصة حول مجموعة طلاب في الثانوية كيساراجي. مجتمعين في إحدى الليالي داخل هذه المدرسة يتحدثون عن قصص الأشباح، ويقومون بأمر يشبه عهد الصداقة، وفجأة يحدث زلزال يهدم المكان المتواجدين فيه، وينقلهم إلى المدرسة ابتدائية، ويجدون أنفسهم ملاحقين من قبل أشباح أطفال ويتم قتلهم واحد تلو الآخر.

## الشخصيات
ساتوشي موتشيدا
مؤدي الصوت: هيرو شيمونو
ناومي ناكاشيما
مؤدية الصوت: رينا ساتو
أيومي شينوزاكي
مؤدية الصوت: أسامي إيماي
سيكو شينوهارا
مؤدية الصوت: ساتومي أراي
يوكا موتشيدا
مؤدية الصوت: إيري كيتامورا
يوشيكي كيشينوما
مؤدي الصوت: يويتشي ناكامورا
مايا سوزوموتو
مؤدية الصوت: يوكا نانري
ساكوتارو موريشيغي
مؤدي الصوت: تتسيا كاكيهارا
يوي شيشيدو
مؤدية الصوت: ميوكي ساواشيرو
 ساتشيكو شينوزاكي 
مؤدية الصوت: إيكوي أوتاني
يويا كيزامي
مؤدي الصوت: توموكازو سوغيتا
ناهو ساينوكي
مؤدية الصوت: أيانو ياماموتو
يوكي كانو
مؤدية الصوت: هيرومي إغاراشي
ريو يوشيزاوا
مؤدي الصوت: ساتومي موريا
توكيكو تسوجي
مؤدية الصوت: موموكو أوهارا
يوشيكازو ياناغيهوري
مؤدي الصوت: دايسكي ماتسو
تاكاميني ياناغيهوري
مؤدي الصوت: تايرا كيكوموتو

## وصلات خارجية
حفل الجثث على موقع IMDb (الإنجليزية)
- حفل الجثث على موقع فيلمافينيتي (الإسبانية)
- حفل الجثث على موقع ليتربوكسد (الإنجليزية)
- حفل الجثث على موقع قاعدة بيانات الفيلم (الإنجليزية)
- حفل الجثث على موقع ANN anime (الإنجليزية)